# Estatuto de Autonomia da Catalunha de 1979
O Estatuto de Autonomia da Catalunha de 1979 (em catalão:  Estatut d'Autonomia de Catalunya de 1979; em castelhano:  Estatuto de autonomía de Cataluña de 1979), também conhecido como Estatuto de Sau (em catalão: Estatut de Sau), devido ao município espanhol de Vilanova de Sau onde foi elaborado o anteprojeto, foi a norma institucional na qual a Catalunha aderiu ao seu autogoverno, constituindo-se em comunidade autónoma dentro de Espanha, e que esteve em vigor desde a sua promulgação a 18 de dezembro de 1979 (lei orgânica 4/1979), até a aprovação em 2006 de um novo estatuto. O estatuto foi aprovado em referendo popular catalão a 25 de de outubro de 1979.